# Le Matin dans un port de mer
Le Matin dans un port de mer est un tableau de Claude Gellée, dit Le Lorrain conservé au musée de l'Ermitage de Saint-Pétersbourg. Jusqu'en 1958, ce tableau s'intitulait Le Soir.

## Historique de l'œuvre
L'attribution du tableau repose sur un dessin du Lorrain faisant partie du Liber Veritatis no 5. Le Lorrain y indique que ce tableau est une commande de Mgr Beaumanoir de Laverdin, évêque du Mans. L'historien d'art Walter Friedländer est le premier à indiquer en 1921 que ce tableau date des années 1640.
La date de 1649 rapproche cette toile de l'œuvre conservée à la National Gallery de Londres intitulée L'Embarquement de la reine de Saba dont le port est quasiment identique.
Après l'évêque du Mans, le tableau passe dans la collection du marquis de Mary, puis il est acheté en 1747 par Walpole à Houghton Hall. Ensuite il est acheté pour le musée personnel de l'impératrice à l'Ermitage.

## Expositions
- 1955, Moscou: Exposition d'art français du XVe siècle au XXe siècle[2]
- 1956, Léningrad: Exposition d'art français du XIIe siècle au XXe siècle[3]